# Нагуа
Нагуа (исп. Nagua) - город и муниципалитет в Доминиканской Республике, столица провинции Мария-Тринидад-Санчес. Он граничит с муниципалитетами: Рио-Сан-Хуан и Кабрера на севере, Эль-Фактор на юге, а также с провинциями Дуарте на западе и юге, Самана на востоке. Нагуа расположена в 180 км от столицы страны Санто-Доминго.
Первоначально Нагуа представлял собой небольшое поселение у впадения реки Нагуа в океан и носил соответствующее название Бока-де-Нагуа. Он входил в состав провинции Дуарте. В 1938 году был создан муниципалитет с центром в Нагуа под названием Вилья-Хулия-Молина (исп. Villa Julia Molina) в честь матери тогдашнего доминиканского диктатора Рафаэля Трухильо. В 1945 году муниципалитет стал частью провинции Самана. 4 августа 1946 года волна цунами разрушила близлежащий город Матансас, сделав тем самым будущий Нагуа важнейшим городом региона. А вскоре была создана новая провинция Хулия Молина с центром в Вилья-Хулия-Молине, которая после убийства Трухильо в 1961 году сменила название на своё нынешнее: Мария-Тринидад-Санчес. Муниципалитет также был переименован в Нагуа.

## Известные уроженцы
- Убальдо Хименес (род. 1984), бейсболист, питчер клуб МЛБ «Балтимор Ориолс» с 2014 года
- Джордан Норберто (род. 1986), бейсболист, питчер клуб МЛБ «Тампа Бэй Рейс» с 2014 года